# 井龍康文
井龍 康文（いりゅう やすふみ、1958年11月 - ）は、東北大学大学院理学研究科教授。日本地質学会会長。国際化石藻類学会会長。

## 人物・経歴
東北大学理学部地学科卒業。2011年国際化石藻類学会会長。2012年東北大学大学院理学研究科教授。2013年日本地質学会賞。2014年日本地質学会会長。Progress in Earth and Planetary Science, The Most Accessed Paper Award 2017。2019年日本サンゴ礁学会賞。